# Эбе (озеро, Среднеколымский улус)
Эбе́ (также Эбэ) — пресноводное озеро на северо-востоке Якутии, в Среднеколымском улусе. Расположено на юге Колымской низменности, к востоку от Алазейского плоскогорья, в 35 км к югу от озера Балыма и в 49 км к юго-востоку от озера Илька. Имеет округлую форму, береговая линия слабо изрезана, два небольших залива на севере.  
Находится на высоте 47 м над уровнем моря. Площадь озера составляет 44,9 км². Максимальное расстояние между берегами с севера на юг — около 9,2 км, ширина в центральной части достигает 6,7 км. Значимых притоков не имеет, за исключением пересыхающей протоки из озера Билилях, расположенного на севере. На юге вытекает река Эбе-Сиене, впадающая в реку Дяски (бассейн Колымы).
Берега низкие, преимущественно покрытые тундровым редколесьем, на юге заболочены или покрыты лугами с кустарником.
Ближайший населенный пункт, село Хатынгнах, расположен примерно в 37 км к востоку.